# Argentinischer Reisepass

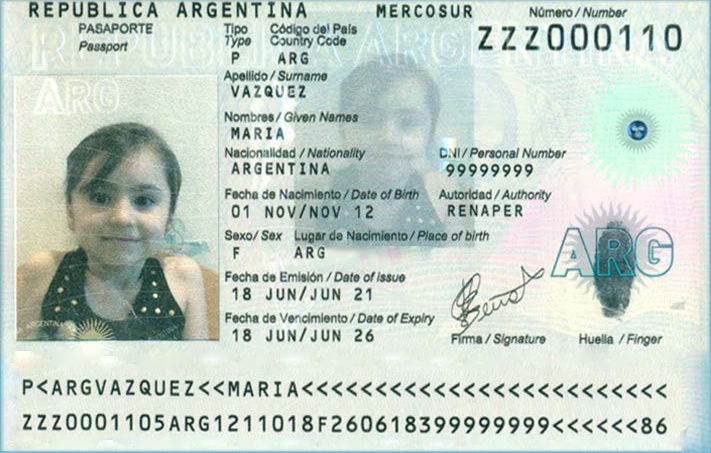
Seite mit den Biodaten des argentinischen Reisepass

Der argentinische Reisepass (Pasaporte argentino) wird an Bürger von Argentinien vom Nationalen Personenregister (ReNaPer) ausgestellt. Bis 2011 wurde er ausschließlich von der Argentinischen Bundespolizei ausgestellt. Sein Hauptzweck ist die Erleichterung des internationalen Reisens.
Argentinische Reisepässe sind für Reisen weltweit gültig, aber einige Länder erfordern ein Visum. Für Reisen innerhalb von Südamerika (außer den Guyanas, Suriname und europäischen Abhängigkeiten) müssen Argentinier keinen Reisepass verwenden, da sie ihren Nationalen Personalausweis (DNI) nutzen können.
Am 15. Juni 2012 kündigte das argentinische Innenministerium die sofortige Einführung von biometrischen Reisepässen an. Die neuen Pässe haben einzigartige Nummern (alphanumerische Kombinationen, mit 3 Buchstaben und 6 Zahlen), eine bedeutende Änderung gegenüber der bisherigen Regelung, bei der die Passnummern die nationale ID-Nummer der Inhaber waren (mit einem N danach). Seit Dezember 2012 sind alle neuen argentinischen Reisepässe biometrische Pässe.
Ab dem 11. Januar 2022 hatten argentinische Bürger visumfreien oder Visum bei Ankunft Zugang zu 170 Ländern und Territorien, was den argentinischen Reisepass auf Platz 19 in Bezug auf die Reisefreiheit rankt. Der argentinische Reisepass ist nach dem chilenischen Reisepass der zweitstärkste Reisepass in Lateinamerika und ist insgesamt der viertstärkste in Amerika, laut dem Henley Passport Index.
Darüber hinaus kann in Argentinien ein „außergewöhnlicher Reisepass für Ausländer“ an Nicht-Staatsbürger ausgestellt werden, die ihren nationalen Reisepass nicht erhalten können. Dieser außergewöhnliche Reisepass ist identisch mit denen, die an argentinische Staatsangehörige ausgestellt werden, ohne erkennbare Unterschiede in Aussehen oder Merkmalen. Diese einzigartige Regelung stellt sicher, dass ausländische Einwohner in Argentinien, die Schwierigkeiten haben, den Reisepass ihres Heimatlandes zu erhalten, ein gültiges Reisedokument haben, das dem regulären argentinischen Reisepass entspricht.

## Bürokratie
In Übereinstimmung mit dem Präsidialdekret 2015–66 muss eine Person, um einen argentinischen Reisepass zu erhalten, zum nächstgelegenen Standesamt gehen und ihr nationales Identitätsdokument, ihre Geburtsurkunde und einen Nachweis des Familienstands vorlegen (es sei denn, sie ist ledig). Wenn die Person ein argentinischer Staatsbürger durch Einbürgerung und nicht durch Geburt ist, muss auch eine Staatsbürgerschaftsbescheinigung (carta de ciudadanía) vorgelegt werden. Bürger unter 18 Jahren können einen Reisepass nur mit Zustimmung der Eltern erhalten. Argentinier, die außerhalb des Landes leben, müssen das gleiche Verfahren bei einer argentinischen Botschaft oder einem Konsulat befolgen.
Der reguläre Reisepass kostet 35.000 ARS. Antragsteller erhalten ihren Reisepass in der Regel innerhalb von 15 Tagen per Post. Es gibt einen Express-Service (48–96 Stunden) für 70.000 ARS und einen ultraschnellen Reisepass für 125.000 ARS an Flughäfen (6 Stunden), mit der Möglichkeit, einen Reisepass zu erhalten, wenn ein Nachweis (wie ein gedrucktes Ticket) eines internationalen Fluges für denselben Tag vorliegt.
Seit Januar 2011 sind argentinische Reisepässe 10 Jahre gültig. Zuvor waren sie nur für 5 Jahre gültig.
Reisepässe werden nicht an Personen ausgestellt, die wegen Straftaten verhaftet sind oder als 'gefährlich' gemäß dem südamerikanischen Polizeivertrag von 1920 eingestuft werden.

## Regulärer Reisepass

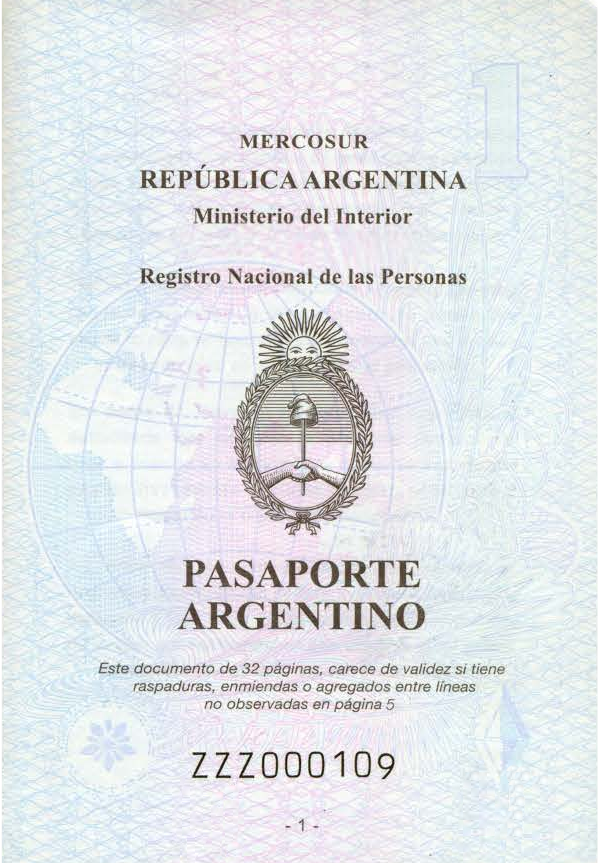
Erste Seite eines zeitgenössischen argentinischen Reisepasses (2019)

In Übereinstimmung mit den Mercosur-Bestimmungen hat er einen blauen Einband, mit der Aufschrift MERCOSUR oben, gefolgt vom Landesnamen in Spanisch (REPÚBLICA ARGENTINA), dem Nationalwappen und dem Wort PASAPORTE. Ein biometrischer Reisepass hat das E-Passport-Symbol am unteren Rand.
Er hat eine Datenseite mit einer maschinenlesbaren Zone und einem digitalen Foto des Passinhabers.
- Foto
- Dokumententyp (P für Reisepass)
- Ländercode (ARG)
- Reisepassnummer
- Nachname
- Vornamen
- Staatsangehörigkeit
- GeburtsdatumVisaseiten im argentinischen Reisepass: Unterbringung sowohl für Staatsbürger als auch für ausländische Staatsangehörige, mit Einbeziehung der portugiesischen Sprache nach biometrischer Verbesserung
- DNI-Nummer[5]
- Geschlecht

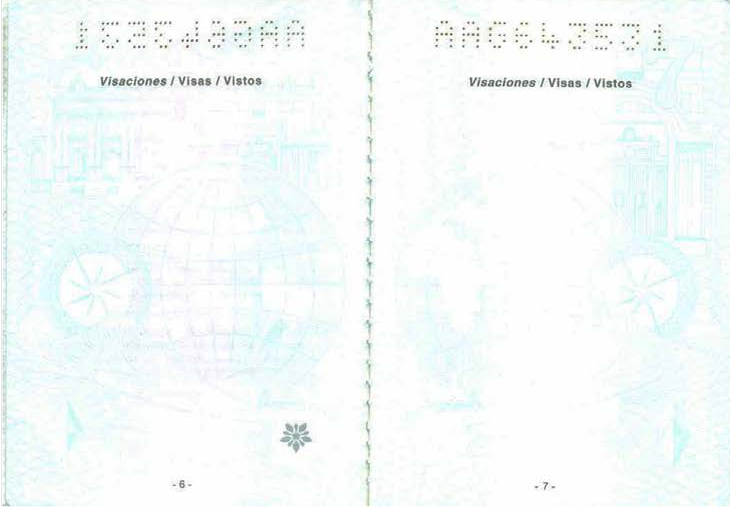
Visaseiten im argentinischen Reisepass: Unterbringung sowohl für Staatsbürger als auch für ausländische Staatsangehörige, mit Einbeziehung der portugiesischen Sprache nach biometrischer Verbesserung

- Geburtsort (Provinz und Ländercode)
- Ausstellungsdatum
- Ablaufdatum
- Unterschrift
- Fingerabdruck

Die vorherige Version enthielt auch:
- Passkopie (d. h. die Anzahl der Pässe, die der Inhaber vor dem aktuellen hatte)
- Familienstand
- Polizeiregister-Nummer

Eine Karte Südamerikas erscheint auf der Rückseite der argentinischen Reisepässe, die die Lage des Landes auf dem Kontinent zeigt, mit den Falklandinseln und dem argentinischen Antarktis-Anspruch (Antártida Argentina).

### Sprachen
Die Datenseite/Informationsseite ist auf Spanisch und Englisch gedruckt. Es gibt auch Teile, die in Französisch und Portugiesisch beschrieben sind (siehe unten).

### RFID-Chip mit biometrischem Zertifikat
Seit 2012 haben argentinische Reisepässe einen kontaktlosen Smartcard-Chip (Transponderkarte) und eine 13,56 MHz Rahmenantenne, die in die Vorderseite eingebettet sind, gemäß den ICAO-Standards. Der Chip und die Antenne sind nicht leicht visuell erkennbar, aber ihre Anwesenheit wird durch das ICAO-Symbol für biometrischer Reisepass am unteren Rand der Vorderseite angezeigt. Der Chip enthält alle im Reisepass gedruckten Daten, einschließlich einer JPEG-Datei des Fotos, geschützt durch eine digitale Signatur.

## Ausstellungsverfahren
Argentinische Reisepässe werden, genauso wie die argentinischen DNIs, von den Renaper-Dokumentationszentren oder in den Standesämtern ausgestellt. Antragsteller müssen persönlich einen neuen Reisepass beantragen und die Daten in neu ausgestellten Pässen sind im Wesentlichen eine beglaubigte Kopie der persönlichen Daten aus lokal gespeicherten Registrierungsdokumenten.
Argentinische Reisepässe können in Einkaufszentren bearbeitet werden.

## Passnachricht
Reisepässe vieler Länder enthalten eine Nachricht, die an die Behörden anderer Länder gerichtet ist und den Inhaber als Bürger des ausstellenden Landes identifiziert, mit der Bitte, ihm den Eintritt und die Durchreise durch das andere Land zu gestatten und ihm gegebenenfalls Unterstützung gemäß den internationalen Normen zu gewähren. Im argentinischen Reisepass ist die Nachricht auf Spanisch, Englisch, Portugiesisch und Französisch. Die Nachricht lautet:
Auf Spanisch:
En nombre del Gobierno de la República Argentina, la autoridad que expide el presente pasaporte ruega y solicita a todos aquellos a quienes puede concernir, dejen pasar libremente a su titular y prestarle la asistencia y protección necesaria.
Auf Englisch:
The Government of the República Argentina hereby requests all whom it may concern, to permit the bearer to pass without delay or hindrance and in case of need, to give all lawful aid and protection.
Auf Portugiesisch:
Em nome do Governo da República Argentina, a autoridade que concede o presente passaporte roga e solicita às autoridades competentes, deixar passar livremente o titular e prestar-lhe toda a assistência e proteção necessária.
Auf Französisch:
Au nom du Gouvernement de la République Argentine, l'autorité qui délivre le présent passeport demande à tous ceux qui pourraient être concernés, de laisser passer librement son titulaire et lui prêter l'assistance et la protection nécessaire.

## Erforderliche Dokumente für die Beantragung eines Reisepasses in Argentinien
Personen, die in Argentinien einen Reisepass für Erwachsene beantragen, müssen bestimmte Dokumentenanforderungen erfüllen. Folgende Dokumente sind für Personen ab 18 Jahren erforderlich:
- Gültige DNI-Karte: Eine aktuelle, gültige DNI (Documento Nacional de Identidad)-Karte ist erforderlich.
- Vorheriger Reisepass (empfohlen, aber nicht obligatorisch):
  - Obwohl es empfohlen wird, ist die Vorlage eines vorherigen Reisepasses nicht zwingend erforderlich.
    - Für handlungsunfähige Personen:

- Gerichtliche Zeugenaussage über Vormundschaft oder Genehmigung:
  - Im Fall von handlungsunfähigen Personen muss eine gerichtliche Zeugenaussage vorgelegt werden, die den Vormund/die Vormünder oder die Genehmigung ausweist.
  - Wenn kein bestimmter Vormund verfügbar ist, sollten die begleitenden Personen die entsprechende gerichtliche Genehmigung vorlegen.

- DNI der Vormund(e) oder autorisierten Person:
  - Der DNI der als Vormund(e) oder gerichtlich autorisierten Person(en) bezeichneten Personen muss vorgelegt werden.

- Ausdrückliche Zustimmung des gesetzlichen Vormunds:
  - Die ausdrückliche Zustimmung des gesetzlichen Vormunds, die besagt, dass seine Autorität nicht eingeschränkt ist, ist erforderlich. Wenn sie eingeschränkt ist, ist eine gerichtliche Genehmigung erforderlich.

### Für Antragsteller unter 18 Jahren
- Zusätzlich zu den oben genannten Anforderungen müssen Antragsteller unter 18 Jahren folgende erfüllen:
- Begleitender Elternteil oder gesetzlicher Vertreter:
  - Die Anwesenheit eines Elternteils, der Mutter oder eines gesetzlichen Vertreters zusammen mit ihrem gültigen DNI ist zwingend erforderlich.
- Erlaubnis zur Passbearbeitung ohne Anwesenheit der Eltern:
  - Eine schriftliche Erlaubnis, die von einer zuständigen Behörde (Notar oder Richter) beglaubigt wurde und ausdrücklich besagt, dass die Genehmigung für Pässe, DNIs, Reisedokumente oder ähnliche spezifische Verweise gilt.
  - Emanzipierte Minderjährige:
- Emanzipierte Minderjährige müssen eine gerichtliche Zeugenaussage vorlegen, die von der zuständigen Behörde gemäß den geltenden Gesetzen unterschrieben ist.

Für die Akkreditierung des gesetzlichen Vertreters:
- Gerichtliches Dokument oder Vormundschaftszeugnis:
  - Ein gerichtliches Dokument oder Zeugnis der Vormundschaft des Minderjährigen, das vom Gericht ausgestellt wurde und das Siegel und die Unterschrift des Richters oder eines autorisierten Beamten trägt.
  - Genehmigung für Minderjährige in Institutionen:
- Wenn der Minderjährige in einer Institution ist, ist eine Genehmigung zur Vertretung erforderlich, die von der zuständigen Behörde unterzeichnet und gestempelt ist.
- Gerichtliches Dokument oder Zeugnis der vorübergehenden Vormundschaft für Adoptionszwecke:
- In Fällen der vorübergehenden Vormundschaft mit Adoptionszwecken ist ein gerichtliches Dokument oder Zeugnis erforderlich, das vom Richter oder einem autorisierten Beamten unterzeichnet und gestempelt ist.[9]

## Fotografie
Der Prozess der Bilderfassung für den regulären Pass für Argentinier, das Reisedokument für Staatenlose oder Flüchtlinge sowie den außergewöhnlichen Pass für Ausländer wird durch die argentinische Gesetzgebung, insbesondere in den Artikeln 30 und 31, geregelt.

### Anforderungen gemäß Artikel 30
Gemäß Artikel 30 muss das fotografische Bild, das in die genannten Dokumente aufgenommen wird, bestimmten Standards entsprechen. Das Foto muss aktuell sein, von vorne und in halber Büste aufgenommen, mit vollständig unbedecktem Kopf. Das Bild muss in Farbe sein, mit einem weißen und glatten Hintergrund in den Abmessungen 4 cm × 4 cm. Dieses Format ermöglicht eine getreue Darstellung der Gesichtszüge des Inhabers bei der Bearbeitung der Ausstellung des Dokuments. Es ist entscheidend, dass das Bild keine Veränderungen oder Fälschungen der Gesichtszüge aufweist und das Recht auf Identität in seinen Aspekten von Geschlecht, Kultur oder Religion respektiert.
Darüber hinaus wird festgelegt, dass die Augen geöffnet sein müssen und keine Hände Dritter, die das Foto halten, zu sehen sein dürfen.

### Ausnahmen gemäß Artikel 31
Artikel 31 legt Ausnahmen von Artikel 30 fest und erlaubt unter bestimmten Umständen Anpassungen des Fotos. Aus religiösen oder gesundheitlichen Gründen kann eine Bedeckung des Haares erforderlich sein, solange die Hauptgesichtszüge sichtbar bleiben. Auch in Fällen, in denen das Gesicht aus religiösen Gründen teilweise oder vollständig bedeckt ist, kann der Inhaber beantragen, dass das Verfahren und die Fotografie an einem reservierten Ort und von Beamten desselben Geschlechts durchgeführt werden, wobei die in Artikel 30 genannten Merkmale beibehalten werden.

## Besitz mehrerer Reisepässe
Die Ausstellung und der Besitz von Reisepässen in der Argentinischen Republik werden durch Artikel 9 des entsprechenden Gesetzes geregelt. Gemäß diesem Artikel hat jede Person das Recht, nur einen normalen Reisepass für Argentinier, ein Reisedokument für Staatenlose oder Flüchtlinge oder einen außergewöhnlichen Reisepass für Ausländer zu besitzen. Die Ausnahme gilt für Personen, die einen diplomatischen, offiziellen oder speziellen Reisepass besitzen, der vom MINISTERIUM FÜR AUSWÄRTIGE ANGELEGENHEITEN UND KULTUS ausgestellt wurde.
Für internationale Reisen müssen argentinische Staatsbürger zwingend den normalen Reisepass für Argentinier besitzen, es sei denn, es gelten Ausnahmen, die in internationalen Abkommen oder spezifischen Vorschriften festgelegt sind. Staatenlose oder Flüchtlinge müssen das entsprechende Reisedokument mitführen, während Ausländer, die in der ARGENTINISCHEN REPUBLIK wohnen und humanitäre oder höhere Gewalt nachweisen können, den außergewöhnlichen Reisepass für Ausländer mitführen müssen.

## Doppelte Staatsbürgerschaft
Die doppelte Staatsbürgerschaft bezieht sich auf den rechtlichen Status einer Person, die gleichzeitig als Bürger von zwei oder mehr Ländern anerkannt ist. Im Falle von Argentinien ist es möglich, dass Einzelpersonen neben der argentinischen Staatsbürgerschaft auch die Staatsbürgerschaft anderer Nationen besitzen.
Es gibt zwei verschiedene Szenarien in Bezug auf die doppelte Staatsbürgerschaft: Länder mit bilateralen Abkommen zur Anerkennung der Staatsbürgerschaft und solche ohne solche Abkommen.

### Bilaterale Abkommen zur doppelten Staatsbürgerschaft mit Argentinien
Unter bilateralen Abkommen zur doppelten Staatsbürgerschaft mit Argentinien dürfen Bürger, die die Staatsangehörigkeit eines anderen Landes erworben haben, Reisedokumente dieser erworbenen Staatsangehörigkeit besitzen. Diese Abkommen bestehen mit verschiedenen Ländern, darunter Chile, Kolumbien, Ecuador, El Salvador, Spanien, die Vereinigten Staaten (bis zum 20. Oktober 1981), Honduras, Italien, Nicaragua, Norwegen, Panama und Schweden.
Argentinische Staatsbürger, die außerhalb des Landes leben, fallen unter diese Kategorie. Diejenigen, die in Ländern mit denen Argentinien Abkommen über die doppelte Staatsbürgerschaft unterzeichnet hat, eingebürgert wurden und Reisedokumente der erworbenen Staatsangehörigkeit besitzen, unterliegen den folgenden Regelungen:
- Bei der Einreise:
  - Sie werden zunächst als Ausländer betrachtet und ihre Zulassung ins Land wird nach den Regeln der erworbenen Staatsangehörigkeit beurteilt.  ** Wenn sie die Absicht äußern, dauerhaft in Argentinien zu wohnen, werden sie automatisch als argentinische Staatsbürger anerkannt. In solchen Fällen wird die entsprechende Dokumentation mit dem Vermerk „ARGENTINIER AUF ANTRAG DES BETROFFENEN“ abgestempelt.

- Bei der Ausreise:
  - Eingebürgerte Argentinier aus den genannten Ländern verlassen Argentinien als Ausländer und müssen die erforderliche Dokumentation für ausländische Staatsangehörige mitführen und vorlegen.
    - Diejenigen, die bei der Einreise die Absicht geäußert haben, dauerhaft in Argentinien zu wohnen, müssen bei der Ausreise argentinische Reisedokumente vorlegen.

- Anträge auf Einwanderungsregulierung innerhalb des argentinischen Territoriums:
  - Anträge wie Ausreisegenehmigungen, Aufenthaltsverlängerungen, Arbeitserlaubnisse und andere Einwanderungsregulierungsanträge werden wie bei jedem anderen Ausländer bearbeitet und gewährt.  ** Anträge auf „befristete Aufenthaltsgenehmigungen“ sind auf eine maximale Dauer von zwei (2) Jahren beschränkt, Anträge auf „dauerhafte Aufenthaltsgenehmigungen“ werden nicht berücksichtigt. In solchen Fällen wird den Personen mitgeteilt, dass die Verlegung ihres Wohnsitzes nach Argentinien mit der Absicht des dauerhaften Aufenthalts automatisch die Wiederaufnahme der argentinischen Staatsbürgerschaft zur Folge hat.

- Einreiseanträge nach Argentinien aus dem Ausland:
  - Einreiseanträge für „vorübergehende Aufenthaltsgenehmigungen“, die aufgrund ihres Einwanderungsstatus oder ihrer erworbenen Staatsangehörigkeit ein argentinisches Visum erfordern, werden bei Erfüllung der einschlägigen Vorschriften gewährt.
    - Einreiseanträge für „befristete Aufenthaltsgenehmigungen“ werden für maximal zwei (2) Jahre gewährt, vorbehaltlich der Einhaltung der Vorschriften.
      - Einreiseanträge für „dauerhafte Aufenthaltsgenehmigungen“ werden nicht berücksichtigt. Antragsteller werden darüber informiert, dass die Verlegung ihres Wohnsitzes nach Argentinien mit der Absicht des dauerhaften Aufenthalts automatisch die Wiederaufnahme der argentinischen Staatsbürgerschaft zur Folge hat.
      - Länder ohne bilaterale Abkommen zur doppelten Staatsbürgerschaft

Für argentinische Staatsbürger, die in Ländern eingebürgert wurden, mit denen Argentinien keine Abkommen zur doppelten Staatsbürgerschaft unterzeichnet hat, gelten sie in jeder Hinsicht als argentinische Staatsbürger.
- Bei der Einreise:
  - Wenn sie nur gültige Reisedokumente der erworbenen Staatsangehörigkeit vorlegen, werden ihre Dokumente bei der Einreise mit dem Vermerk „ARGENTINIER – 180 TAGE“ abgestempelt.
    - Wenn ihre argentinische Staatsbürgerschaft nicht auf ausländischen Dokumenten angegeben ist und sie die argentinische Staatsbürgerschaft beanspruchen, müssen sie einen argentinischen Ausweis vorlegen.

- Bei der Ausreise:
  - Für die Ausreise aus Argentinien müssen sie gültige argentinische Reisedokumente besitzen, es sei denn, ihr Aufenthalt im Land hat einhundertachtzig (180) aufeinanderfolgende Tage nicht überschritten, in diesem Fall dürfen sie mit Reisedokumenten der erworbenen Staatsangehörigkeit ausreisen.

- Wiedereinreise:
  - Bei der Wiedereinreise nach Argentinien müssen sie gültige argentinische Reisedokumente vorlegen.  ** Wenn sie nur gültige Reisedokumente der erworbenen Staatsangehörigkeit vorlegen, die ihre argentinische Staatsbürgerschaft anzeigen, können ihre Dokumente mit dem Vermerk „ARGENTINIER“ ohne Angabe einer Dauer abgestempelt werden.
    - Wenn ihre argentinische Staatsbürgerschaft nicht auf ausländischen Dokumenten angegeben ist und sie die argentinische Staatsbürgerschaft beanspruchen, müssen sie einen argentinischen Ausweis vorlegen, um als solche anerkannt zu werden, es sei denn, ihr Reisedokument wurde bei der Ausreise mit dem Vermerk „ARGENTINIER“ abgestempelt.[11][12]

## Visumanforderungen-Karte

Visa requirements for holders of an Argentine passport
Argentinien
Reisen mit Personalausweis
Visum nicht erforderlich
Visum bei Ankunft
eVisum
Visum sowohl bei Ankunft als auch online verfügbar
Visum erforderlich

Mit Stand vom 9. Januar 2024 hatten argentinische Staatsbürger visafreien oder Visum bei Ankunft Zugang zu 174 Ländern und Territorien, gemäß dem Henley Passport Index.
Für Reisen innerhalb von Südamerika (außer den Guyanas) benötigen Argentinier keinen Reisepass, da sie ihren Nationalen Personalausweis (DNI) verwenden können. Andere Arten von Reisepässen

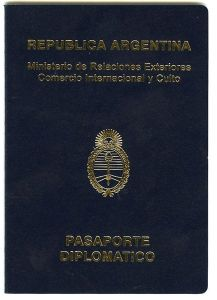
Argentinischer Diplomatenpass

Das argentinische Außenministerium stellt auch Diplomatenpässe (blau) für argentinische Diplomaten, die im Ausland akkreditiert sind, und deren berechtigte Angehörige aus, sowie für Bürger, die in Argentinien wohnen und für diplomatische Arbeit ins Ausland reisen. Das Ministerium stellt auch Dienstpässe (blau) für Regierungsmitarbeiter aus, die dauerhaft oder vorübergehend im Ausland eingesetzt werden, sowie für deren berechtigte Angehörige und für Mitglieder des Kongresses, die im Rahmen offizieller Angelegenheiten ins Ausland reisen.

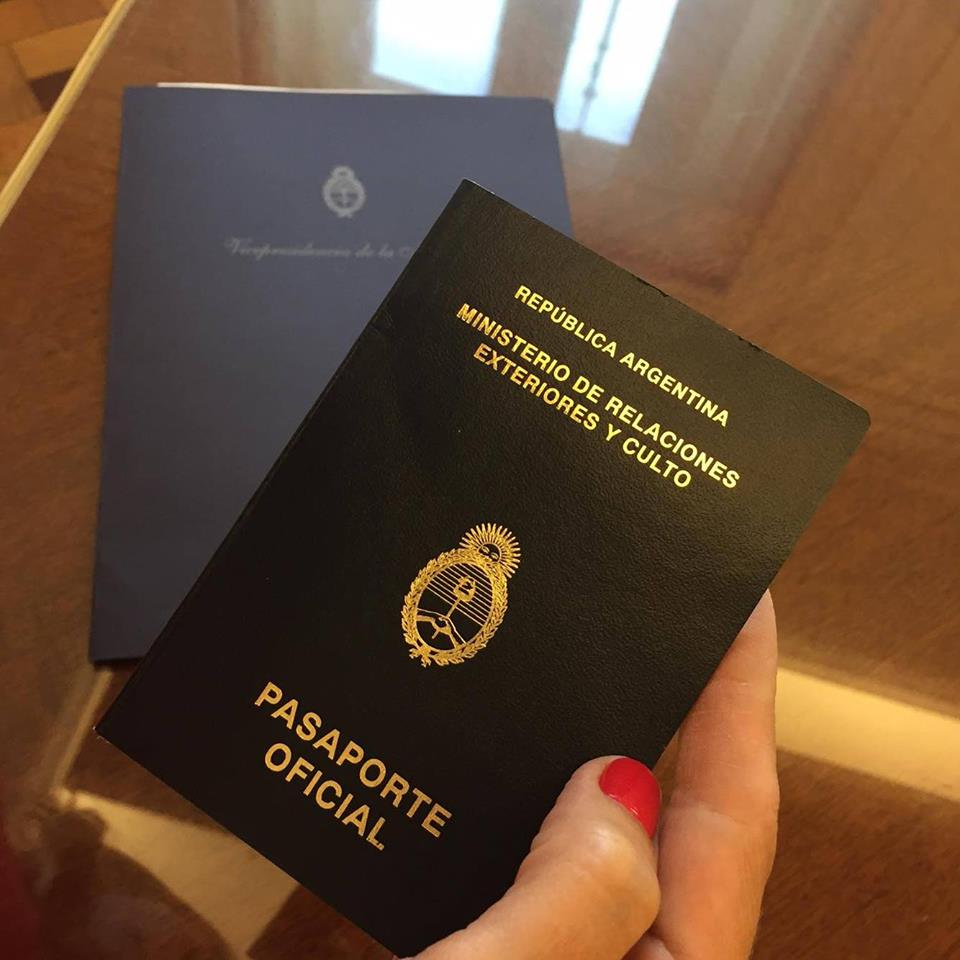
Argentinischer Dienstpass

Unter besonderen Umständen, wenn eine Frau staatenlos ist, aber mit einem argentinischen Staatsbürger verheiratet ist, stellt die Bundespolizei einen „Pasaporte de Esposa de Argentino“ (argentinischer Ehefrau-Pass) aus, um das Land zu verlassen. Das Gleiche gilt für Personen unter 18 Jahren, die von argentinischen Eltern adoptiert wurden.

## Galerie

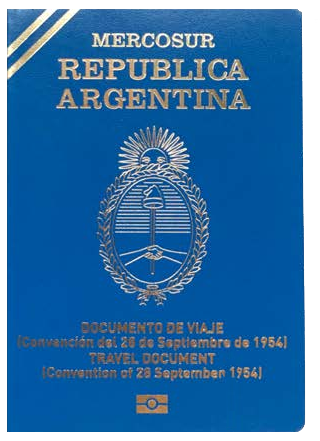
Argentinisches Reisedokument für Staatenlose (anders als der „Ausnahme-Reisepass“, der für Bürger identisch ist)
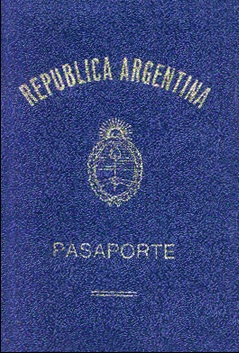
Alter argentinischer Reisepass
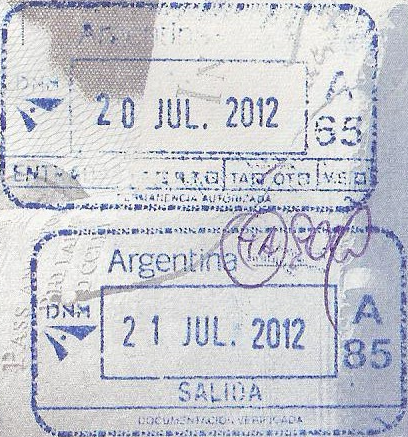
Argentinische Reisepassstempel
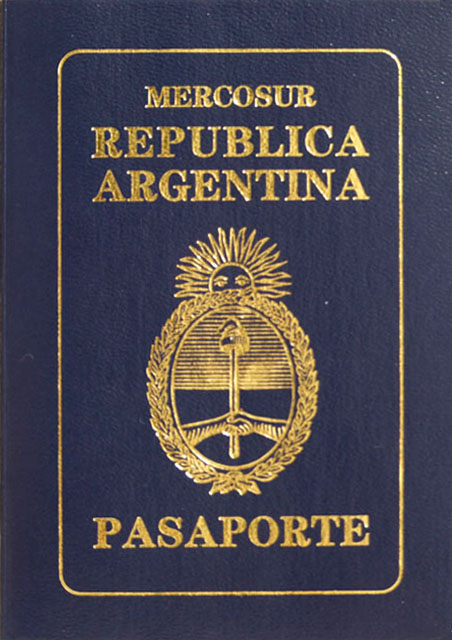
Vorderseite eines maschinenlesbaren, nicht-biometrischen argentinischen Reisepasses, ausgestellt bis 2012